# Macraes Flat

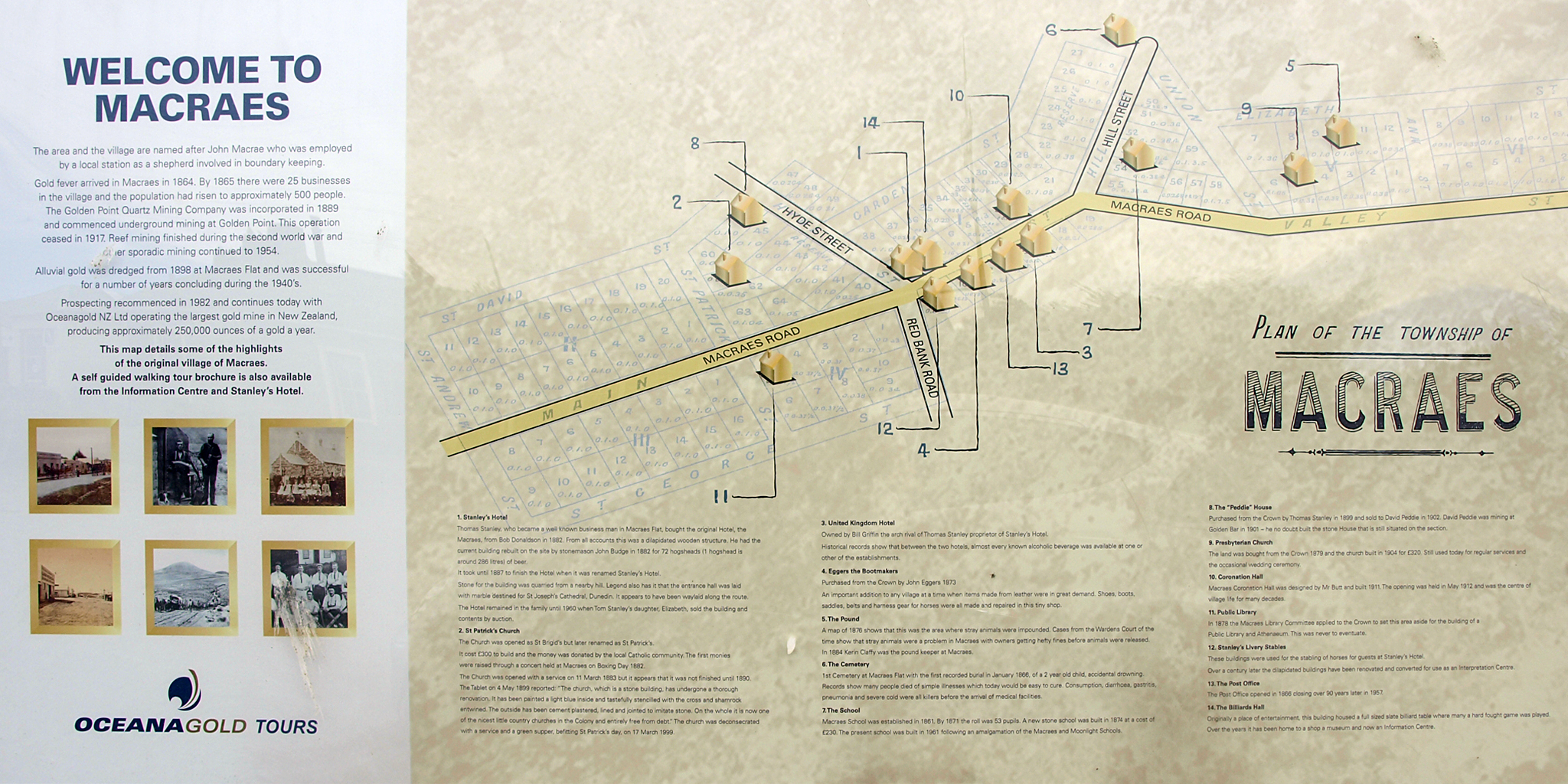
Macraes Flat - Informationstafel

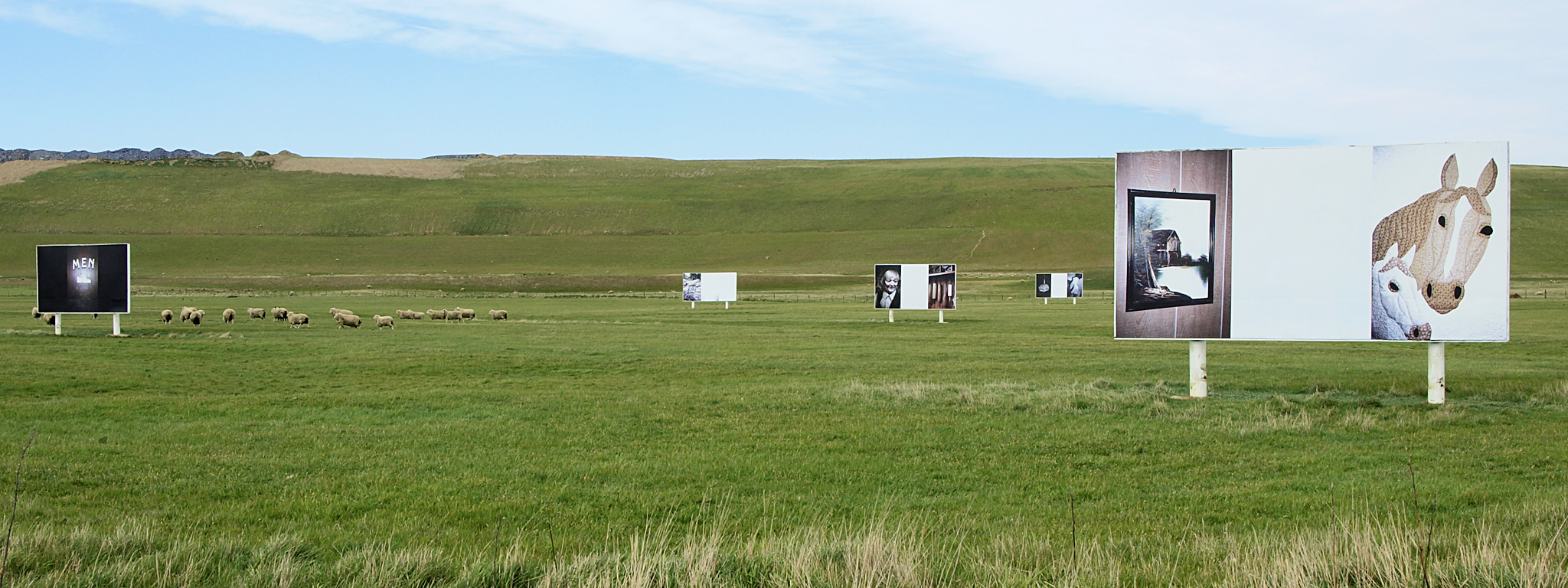
Kunstprojekt von Gavin Hipkins, Auckland

Macraes Flat ist eine kleine Siedlung im Waitaki District der Region Otago auf der Südinsel von Neuseeland. Die Siedlung besitzt eine Geschichte als Goldgräberstadt und ist verbunden mit dem Namen Macraes Gold Mine, die mit zwei Tagebauen und einer unterirdischen Grube das größte Goldbergbaugebiet Neuseelands darstellt.

## Geografie
Die Siedlung, welche heute nur aus einigen wenigen Häusern besteht, liegt auf einer Höhe von 500 m, etwa 55 km nördlich von Dunedin. Im Norden und Westen liegen die Taieri Ridge in Sichtweite, wogegen sich im Süden eine bis zu 700 m hoch liegende sanfte Berglandschaft in der Weite verläuft. Im Osten geht es von Macraes Flat über die Regionalstraße Macraes Road hinunter in das Tal des Waihemo / Shag River und verbindet dort die Siedlung über den New Zealand State Highway 85 mit Palmerston und weiter über den New Zealand State Highway 1 mit Dunedin.

## Geschichte
Die Geschichte von Macraes Flat beginnt um 1847 herum und zwar mit den ersten Erkundungen eines Europäers, dem Landvermesser und Planer von Dunedin, Charles Henry Kettle (1821–1862), beauftragt von der New Zealand Company. Von vor der Zeit der Europäisierung des Gebietes ist nichts bekannt. Nach Kettle kamen die Squatter (Landbesetzer), die in den "unendlichen" Weiten des Landes mit Landbesitznahme ihr Glück zu machen versuchten. Der erste rechtmäßige Besitzer von dem sogenannten Run 109, zu dem Macraes Flat später gehören sollte, war der schwedisch-gebürtige Charles Hopkinson, einer der frühen Siedler Otagos, der nach seiner Ankunft 1848 zuerst in der Māori-Siedlung Ōtākou lebte. Es war aber dann der von Hopkinson beschäftigte Schäfer John Macrae, der in dem weiten Weideland seine Hütte baute und Namensgeber der Siedlung wurde. Mehr, als das John Macrae aus Schottland kam und dem Familienclan der MacRae entstammte, ist über ihn nicht bekannt.
1862 wurde in Macraes Flat das erste Gold gefunden, aber erst drei Jahre nach dem Beginn des Goldrausches in Otago (1861–1863) fielen 1864 die Goldsucher in Scharen auch in Macraes Flat ein. Nach ertragreichen Goldfunden wuchs die Bevölkerung in nur einem Jahr auf über 500 an. 1866 folgte schließlich auch die Eröffnung eines Postamtes und um 1882 das in Otago bekannte Stanley's Hotel. 1889 wurde die Golden Point Quartz Mining Company gegründet, die 5 km von Macraes Flat entfernt am sogenannten Golden Point im Untertagebetrieb bis 1917 nach Gold und Quarz schürfte. Von 1898 bis in die 1940er wurde in den Flüssen und kleinen Seen der Gegend angeschwemmtes und abgelagertes Gold ausgebaggert. Danach wurde es ruhig in der Siedlung. Mit den bis zu diesem Zeitpunkt vorhandenen Techniken ließ sich das Gold nicht mehr wirtschaftlich gewinnen.
Die erneute Suche nach Gold in der Gegend um Macraes Flat, verbunden mit der Möglichkeit nach einem ertragreicheren Abbau, begann 1982. Nach zahlreichen Bohrungen wurde man schließlich in der geologisch interessanten, 30 km langen und bis zu 120 m dicken Hyde-Macraes Shear Zone (Bruch in der Erdschicht) fündig und schätzte die abbaubaren Goldvorkommen auf ca. 10 Jahre (neuste Schätzung gehen von bis zu 35 Jahren aus).
1990 wurde dann mit dem Goldbergbau im Tagebau begonnen, der heute, mit der höchsten Goldförderung in Neuseeland und der Ausweitung zum Untertagebau, von der australisch-neuseeländischen Firma OceanaGold Corporation betrieben wird.

## Heute
Macraes Flat wäre heute nichts ohne das Unternehmen OceanaGold. Die Firma ist mit Informations- und Anzeigetafeln allgegenwärtig, sponsert Kunstprojekte, organisiert touristische Führungen und erweckt den Eindruck die Siedlung zu besitzen. Der extremen Belastung der Natur durch den giftigen Abbau von Gold begegnet man durch Renaturierungsprojekten und regelmäßigem Aussetzen von 10.000 bis 12.000 Regenbogenforellen jährlich in umliegenden Gewässern, was die Angelsportler der Region begeistert und die Unbedenklichkeit des Goldbergbaus demonstrieren soll.
Mit dem Heritage and Art Park Projekt (HAP) versucht OceanaGold Macraes Flat attraktiver zu machen. Pro Jahr kommen heute rund 3500 Touristen um die Goldmine zu besichtigen, von denen der Ort aber nicht viel hat, weil sie meist nicht bleiben. So bleibt die Hoffnung auf die Zukunft als Freizeit- und Erholungsgebiet.
Frasers Pit, eine der Gruben, soll in einigen Jahren, wenn nicht mehr benötigt, nicht verfüllt werden, sondern auf natürlichem Wege vom Regen zu einem See aufgefüllt werden. In 100 Jahre wäre dies abgeschlossen, so schätzt man.